# Critics’ Choice Super Award/Beste Schauspielerin in einem Actionfilm

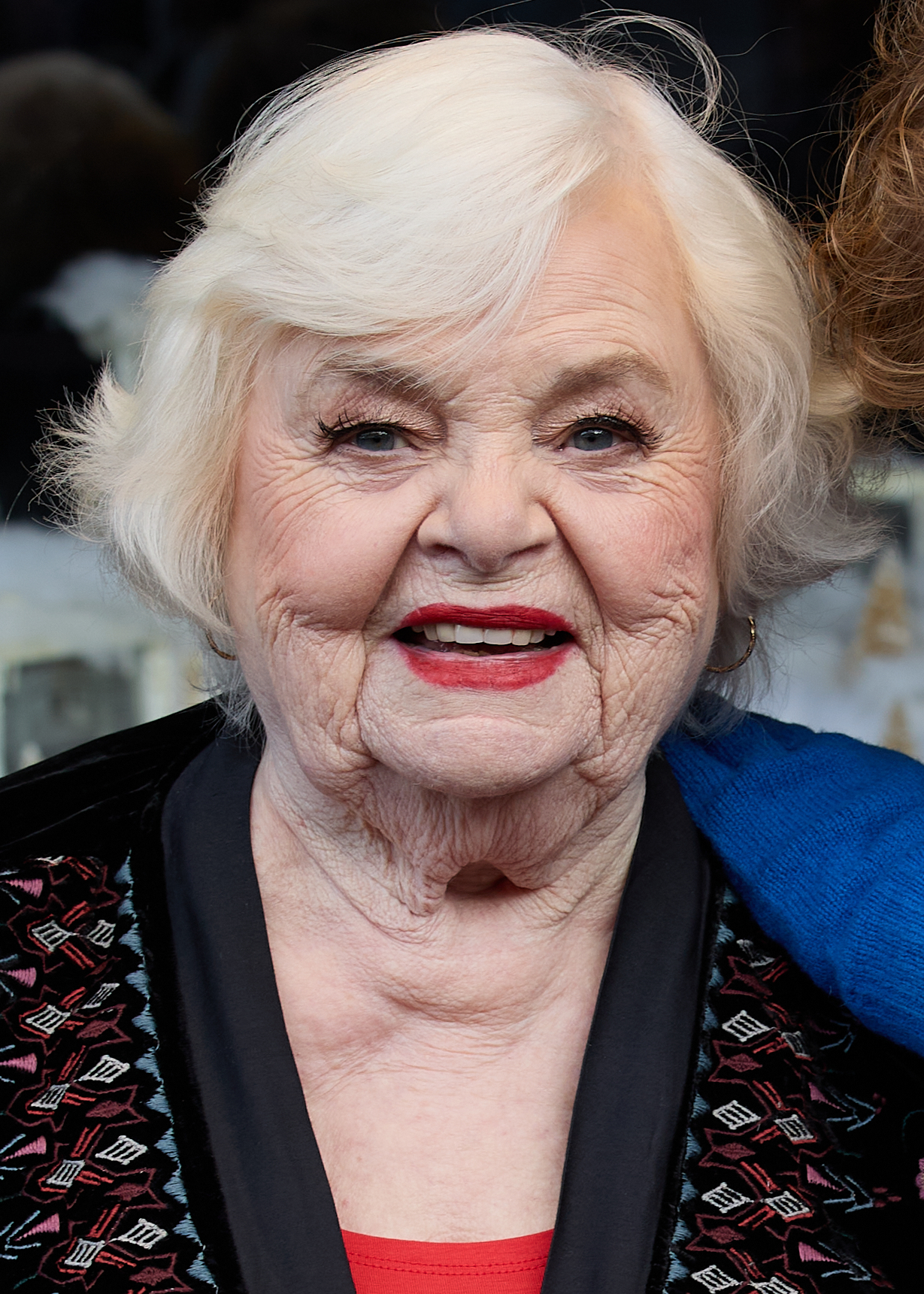
Preisträgerin 2025: June Squibb (Thelma – Rache war nie süßer)

Der Critics’ Choice Super Award in der Kategorie Beste Schauspielerin in einem Actionfilm (Originalbezeichnung: Best Actress in an Action Movie) ist eine der Auszeichnungen, die jährlich in den Vereinigten Staaten von der Critics Choice Association (CCA) verliehen werden. Mit ihr werden die Schauspielerinnen der besten Actionfilme des vergangenen Jahres geehrt. Die Kategorie wurde 2021 ins Leben gerufen.

## Statistik
Die Kategorie Beste Schauspielerin in einem Actionfilm wurde zur ersten Verleihung im Januar 2021 geschaffen. Seitdem wurden an fünf verschiedene Schauspielerinnen eine Gesamtanzahl von fünf Preisen in dieser Kategorie verliehen. Die erste Preisträgerin war Betty Gilpin, die 2021 für ihre Rolle als Crystal Creasey in Craig Zobels The Hunt ausgezeichnet wurde. Die bisher letzte Preisträgerin war June Squibb, die 2025 für ihre Rolle als Thelma Post in Josh Margolins Thelma – Rache war nie süßer geehrt wurde.
| Statistik                          | Schauspielerin | Anzahl | Jahre      |
| ---------------------------------- | -------------- | ------ | ---------- |
| Häufigste Nominierungen (* = Sieg) | Joey King      | 2      | 2023 (2×)  |
|                                    | Ana de Armas   | 2      | 2022, 2025 |
| Häufigste Nominierungen ohne Sieg  | Joey King      | 2      | 2023 (2×)  |
|                                    | Ana de Armas   | 2      | 2022, 2025 |

## Gewinner und Nominierte
Die unten aufgeführten Filme werden mit ihrem deutschen Verleihtitel (sofern ermittelbar) angegeben, danach folgt in Klammern in kursiver Schrift der fremdsprachige Originaltitel. Die Nennung des Originaltitels entfällt, wenn deutscher und fremdsprachiger Filmtitel identisch sind. Die Gewinner stehen hervorgehoben in fetter Schrift an erster Stelle.
2021
Betty Gilpin – The Hunt
Liu Yifei – Mulan
Blake Lively – The Rhythm Section – Zeit der Rache (The Rhythm Section)
Iliza Shlesinger – Spenser Confidential
Hilary Swank – The Hunt
2022
Jodie Comer – The Last Duel
Ana de Armas – Keine Zeit zu sterben (No Time to Die)
Karen Gillan – Gunpowder Milkshake
Regina King – The Harder They Fall
Lashana Lynch – Keine Zeit zu sterben (No Time to Die)
Maggie Q – The Protégé – Made for Revenge (The Protégé)
2023
Viola Davis – The Woman King
Sandra Bullock – The Lost City – Das Geheimnis der verlorenen Stadt (The Lost City)
Jennifer Connelly – Top Gun: Maverick
Joey King – Bullet Train
Joey King – The Princess
2024
Rebecca Ferguson – Mission: Impossible – Dead Reckoning
Hayley Atwell – Mission: Impossible – Dead Reckoning
Priya Kansara – Polite Society
Pom Klementieff – Mission: Impossible – Dead Reckoning
Rina Sawayama – John Wick: Kapitel 4 (John Wick: Chapter 4)
2025
June Squibb – Thelma – Rache war nie süßer (Thelma)
Emily Blunt – The Fall Guy
Ana de Armas – From the World of John Wick: Ballerina
Kirsten Dunst – Civil War
Cailee Spaeny – Civil War
Anya Taylor-Joy – Furiosa: A Mad Max Saga